# Bobô (filme)
Bobô é um filme português do género drama, realizado e escrito por Inês Oliveira e Rita Benis. Estreou-se nos cinemas de Portugal a 14 de Maio de 2015.

## Elenco
- Aissato Indjai como Mariama
- Ângelo Torres como Tio
- Bia Gomes como Avó
- Luana Quadé como Bobô
- Paula Garcia como Sofia
- Maria João Luís como Mãe de Sofia
- Ricardo Aibéo como Irmão de Sofia
- Nuno Gabriel Melo